# محمود قرني
محمود قرني (مواليد 1961)، هو شاعر قصيدة نثر، وكاتب مصري. وهو أحد أبرز شعراء جيل الثمانينات من القرن العشرين في القصيدة العربية.

## نبذه عن حياته
- من مواليد مدينة عام 1961 في مدينة الفيوم، ويقيم بالقاهرة.
- حاصل علي درجة ليسانس في القانون، من جامعة القاهرة 1985.
- عمل بالمحاماة، والصحافة.
- شارك في العديد من المهرجانات الشعرية العربية، والدولية مثل:

```
مهرجان أصوات المتوسط بفرنسا، 
مهرجان جرش
، مهرجان الشعر العربي الثالث بالمغرب، وأسبوع الثقافة المصرية بالكويت.
```

- نشر عشرات المقالات حول الشعر، والسياسة، والرواية، والنقد الأدبي، والفنون التشكيلية.
- اعتبارا من عام 1993 وحتي 1997 مراسل ثقافي لجريدة «عمان» التي تصدر عن سلطنة عمان.

وفي نفس الفترة
```
كان يحرر بابا ثابتا بمجلة «
الثقافة الجديدة
» تحت عنوان «رحيق الكتابة».
```

- اعتبارا من عام 1997 محرر ثقافي بجريدة العربي، التي تصدر عن الحزب الناصري،

```
وكان يحرر بابين ثابتين، هما «رحيق الكتابة»، و«الحمام الزاجل».
```

- اعتبارا من عام 1999 مشرفا على القسم الثقافي بجريدة «القدس العربي»، مكتب القاهرة.
- كتب عن أعماله العديد من النقاد، والمبدعين منهم: صبحي حديدي، رمضان بسطويسي، إبراهيم عبد المجيد، محمد مستجاب، وائل غالي، أمجد ريان، أشرف عطية، حاتم عبد العظيم.

## عضويات
- عضو اتحاد كتاب مصر.
- عضو أتيليه القاهرة للكتاب والفنانين.
- عضوية مجلس أمناء مركز أحمد شوقي، وبيت الشعر التابعين لوزارة الثقافة، ثم استقال منهما.
- عضوية مجلس أمناء كرمة ابن هانئ، ثم استقال منه.

## إنجازات
- أسس مع آخرين ملتقي قصيدة النثر بالقاهرة، لدورتين متصلتين في 2009، و2010، بمشاركة أكثر من أربعين شاعرا عربيا.
- أسس جماعة شعراء غضب، المعنية بقصيدة النثر، والتي أقامت عددا كبيرا من الفعاليات بنقابة الصحافيين المصرية.
- أسس «مجلة مقدمة»، المعنية بقصيدة النثر، والتي لازالت تصدر حتى الآن.
- شارك في تأسيس «مجلة الكتابة الأخرى» المستقلة، والتي تصدر منذ مايو 1991، وحتى الآن.
- شارك في تأسيس «مجلة العصور الجديدة»، والتي كانت تصدر عن دار سينا للنشر في نهاية التسعينات.

## أعمال شعرية
له أعمال شعرية كثيرة منها:
- حمامات الإنشاد - الهيئة العامة لقصور الثقافة 1996م
- خيول علي قطيفة البيت - دار الأحمدي للنشر 1998م
- هواء لشجرات العام - الهيئة المصرية العامة للكتاب 1998م
- طرق طيبة للحفاة - الهيئة العامة لقصور الثقافة 2000م
- الشيطان في حقل التوت - دار ميريت للنشر 2003م
- الشيطان في حقل التوت - ط2 مكتبة الأسرة 2009م
- أوقات مثالية لمحبة الأعداء - دار ميريت للنشر 2006م
- قصائد الغرقي - دار التلاقي للنشر 2008م
- قصائد الغرقي - ط2 خاصة 2010م
- لعنات مشرقية - دار الأدهم للنشر والتوزيع 2012م

## الوفاة
توفي محمود القرني في 02 يوليو 2023 عن عمر ناهز الثالثة والستين بعد تدهور حالته الصحية.